# Józef Klose
Józef Klose (parfois Josef Klose), né le 3 octobre 1947 à Sławięcice (aujourd'hui intégrée dans la municipalité de Kędzierzyn-Koźle), dans la voïvodie d'Opole, dans le sud-ouest de la Pologne, est un footballeur polonais. Il était attaquant.

## Biographie
Józef Klose est notamment le père de l'international allemand Miroslav Klose qui a grandi en partie à Auxerre où son père a joué vers la fin de sa carrière.
Rentré en Pologne à la fin de sa carrière Jozef et sa petite famille émigrent ensuite rapidement en Allemagne.

## Carrière
- 1963-1966 : Energetyk Sławięcice -  Pologne
- 1966-1978 : Odra Opole -  Pologne
- 1978-1981 : AJ Auxerre -  France
- 1981-1984 : FC Chalon-sur-Saône -  France

## Palmarès
- Champion de France de D2 en 1980.
- Finaliste de la Coupe de France en 1979.
- Vainqueur de la Coupe de la Ligue polonaise en 1977.

## Sources
- Marc Barreaud, Dictionnaire des footballeurs étrangers du championnat professionnel français (1932-1997), L'Harmattan, mai 1998, 320 p. (ISBN 2-7384-6608-7), p. 205